# Brissac Aubance Basket
Actualités
Brissac Aubance Basket, est une équipe française de basket-ball, basé sur la commune de Brissac-Quincé dans le département de Maine-et-Loire en Pays de la Loire. Le club évolue en 2023-2024 en Nationale 3 (5e division).

## Histoire
Le club est créé en 1939. En Nationale 2 depuis 2011. En 2016-2017 après avoir fini deuxième de la Poule B, le club gagne son quart de finale contre Cergy-Pontoise Basket Ball (2 victoires pour 1 défaite) et monte ainsi en Nationale 1 pour la saison 2017-2018,.

## Palmarès
- Champion de France de Nationale 3 : 2011
- Coupe de France : 2015

## Salle
La salle est au Complexe du Marin et possède une capacité de 1 200 places.

## Entraîneurs
- 2013-2016 :  Christophe Henry
- 2016-novembre 2018 :  Morgan Belnou
- 2024 : Laurent Buffard